# Коман Володимир Михайлович
Володимир Михайлович Коман (угор. Volodimir Mihajlovics Koman; 20 лютого 1964, Ужгород, СРСР — 27 вересня 2023) — радянський та угорський футболіст, захисник. Батько угорського футболіста Володимира Комана.

## Життєпис
Народився й виріс в Ужгороді.
У 1982—1984 роках грав за дубль київського «Динамо». У 1985 році повернувся в рідне місто, декілька сезонів відіграв за «Закарпаття».
У 1990 році відіграв сезон за чернівецьку «Буковину».
У лютому 1991 року переїхав в Угорщину, де прийняв запрошення клубу 2-ї ліги «Шабарія-Тіпо». У новому клубі провів 3 сезони, після чого завершив кар'єру гравця.
Проживає постійно в угорському місті Сомбатгей, де пізнавав ази футболу його син Володимир.